# Осіни-Ґурне
Осіни-Ґурне (пол. Osiny Górne) — село в Польщі, у гміні Мокободи Седлецького повіту Мазовецького воєводства.
Населення — 118 осіб (2011).
У 1975-1998 роках село належало до Седлецького воєводства.

## Демографія
Демографічна структура станом на 31 березня 2011 року:
|          | Загалом | Допрацездатний вік | Працездатний вік | Постпрацездатний вік |
| -------- | ------- | ------------------ | ---------------- | -------------------- |
| Чоловіки | 58      | 17                 | 31               | 10                   |
| Жінки    | 60      | 18                 | 25               | 17                   |
| Разом    | 118     | 35                 | 56               | 27                   |